# Division I (Schach) 1979/80
Die Saison 1979/80 war die 11. Spielzeit der Allsvenskan (die höchste schwedische Liga) im Schach.

## Termine
Die Wettkämpfe der Vorrunde fanden statt am 29. Oktober, 18. November, 9. Dezember 1979, 13. Januar, 3. und 24. Februar sowie 16. März 1980.

## Division I Norra
In der Nord-Staffel qualifizierten sich Upsala ASS und der SK Rockaden Stockholm für das Finalturnier, während der Vorjahresmeister Solna Schacksällskap das Nachsehen hatte. Absteigen mussten die Vällingby Schacksällskap und der Aufsteiger Eskilstuna SK, während der Mitaufsteiger SK SASS den Klassenerhalt erreichte.

### Abschlusstabelle
| Pl. | Verein                    | Sp | G | U | V | MP   | Brett-P.  |
| --- | ------------------------- | -- | - | - | - | ---- | --------- |
| 01. | SK Rockaden Stockholm (V) | 7  | 6 | 1 | 0 | 13:1 | 34,0:22,0 |
| 02. | Upsala ASS                | 7  | 5 | 1 | 1 | 11:3 | 31,0:25,0 |
| 03. | Solna Schacksällskap (M)  | 7  | 3 | 1 | 3 | 7:7  | 30,0:26,0 |
| 04. | Akademiska SK Uppsala     | 7  | 3 | 1 | 3 | 7:7  | 27,0:29,0 |
| 05. | SK SASS (N)               | 7  | 2 | 2 | 3 | 6:8  | 26,5:29,5 |
| 06. | Wasa SK                   | 7  | 1 | 3 | 3 | 5:9  | 27,5:28,5 |
| 07. | Vällingby Schacksällskap  | 7  | 2 | 1 | 4 | 5:9  | 26,5:29,5 |
| 08. | Eskilstuna SK (N)         | 7  | 1 | 0 | 6 | 2:12 | 21,5:34,5 |

### Entscheidungen
|     | Teilnehmer am Finalturnier: SK Rockaden Stockholm, Upsala ASS         |
|     | Absteiger in die Division II: Vällingby Schacksällskap, Eskilstuna SK |
| (M) | Meister der letzten Saison                                            |
| (V) | Staffelsieger der letzten Saison                                      |
| (N) | Aufsteiger der letzten Saison                                         |

Anmerkung: Die Endtabelle wurde aus den ewigen Tabellen der Division I nach der Saison 1978/79, nach der Saison 1982/83 sowie den Tabellen der Spielzeiten 1980/81 bis 1982/83 berechnet.

## Division I Södra
In der Süd-Staffel konnten sich der SK Kamraterna und die Åstorps Schacksällskap die beiden Plätze im Finalturnier sichern. Absteigen mussten die Lundby Schacksällskap und der Aufsteiger SK Kamraterna Trollhättan, während der Mitaufsteiger Helsingborgs Schacksällskap den Klassenerhalt erreichte.

### Abschlusstabelle
| Pl. | Verein                          | Sp | G | U | V | MP   | Brett-P.  |
| --- | ------------------------------- | -- | - | - | - | ---- | --------- |
| 01. | SK Kamraterna                   | 7  | 6 | 0 | 1 | 12:2 | 31,5:24,5 |
| 02. | Åstorps Schacksällskap          | 7  | 5 | 1 | 1 | 11:3 | 37,5:18,5 |
| 03. | Limhamns SK                     | 7  | 3 | 3 | 1 | 9:5  | 29,5:26,5 |
| 04. | Lunds ASK                       | 7  | 3 | 1 | 3 | 7:7  | 27,5:28,5 |
| 05. | Helsingborgs Schacksällskap (N) | 7  | 3 | 0 | 4 | 6:8  | 30,5:25,5 |
| 06. | Jönköpings Schacksällskap (V)   | 7  | 2 | 1 | 4 | 5:9  | 28,0:28,0 |
| 07. | Lundby Schacksällskap           | 7  | 2 | 1 | 4 | 5:9  | 22,0:34,0 |
| 08. | SK Kamraterna Trollhättan (N)   | 7  | 0 | 1 | 6 | 1:13 | 17,5:38,5 |

### Entscheidungen
|     | Teilnehmer am Finalturnier: SK Kamraterna, Åstorps Schacksällskap              |
|     | Absteiger in die Division II: Lundby Schacksällskap, SK Kamraterna Trollhättan |
| (V) | Staffelsieger der letzten Saison                                               |
| (N) | Aufsteiger der letzten Saison                                                  |

Anmerkung: Die Endtabelle wurde aus den ewigen Tabellen der Division I nach der Saison 1978/79, nach der Saison 1982/83 sowie den Tabellen der Spielzeiten 1980/81 bis 1982/83 berechnet.

## Finalturnier
Das Finalturnier fand vom 18. bis 20. April in Norrköping statt. Die Entscheidung um den Titel fiel in der letzten Runde im direkten Vergleich zwischen dem SK Rockaden Stockholm und der Åstorps Schacksällskap. Die Stockholmer siegten und wurden damit schwedischer Mannschaftsmeister, Åstorp, die ihrerseits bei einem Mannschaftssieg schwedischer Meister geworden wären, fielen durch die Niederlage auf den 4. Platz zurück.

### Abschlusstabelle
| Pl. | Verein                 | Sp | G | U | V | MP  | Brett-P.  |
| --- | ---------------------- | -- | - | - | - | --- | --------- |
| 01. | SK Rockaden Stockholm  | 3  | 2 | 1 | 0 | 5:1 | 15,5:8,5  |
| 02. | Upsala ASS             | 3  | 1 | 1 | 1 | 3:3 | 12,0:12,0 |
| 03. | SK Kamraterna          | 3  | 0 | 2 | 1 | 2:4 | 10,5:13,5 |
| 04. | Åstorps Schacksällskap | 3  | 1 | 0 | 2 | 2:4 | 10,0:14,0 |

### Entscheidungen
|  | Schwedischer Mannschaftsmeister: SK Rockaden Stockholm |

### Kreuztabelle
| Ergebnisse | Ergebnisse             | 01. | 02. | 03. | 04. |
| ---------- | ---------------------- | --- | --- | --- | --- |
| 01.        | SK Rockaden Stockholm  |     | 6   | 4   | 5½  |
| 02.        | Upsala ASS             | 2   |     | 4   | 6   |
| 03.        | SK Kamraterna          | 4   | 4   |     | 2½  |
| 04.        | Åstorps Schacksällskap | 2½  | 2   | 5½  |     |

## Die Meistermannschaft
| 1.            | SK Rockaden Stockholm |
| Schachfiguren | Roland Ekström, Mats Sjöberg, Dan Olofsson, Michael Wiedenkeller, Bo Kyhle, Christer Hartman, Allan Werle, Lars Abramson, Roland Fagerström, Rolf Adeborg. |